# يان كريستي
يان كريستي (بالإنجليزية: Ian Christie)‏ هو مُنظر سينمائي ‏ بريطاني، ولد في 1945.

## وصلات خارجية
- يان كريستي على موقع IMDb (الإنجليزية)
- يان كريستي على موقع قاعدة بيانات الفيلم (الإنجليزية)